# Wiesenlandschaft bei Überroth
Das Naturschutzgebiet Wiesenlandschaft bei Überroth liegt in den Landkreisen Saarlouis und St. Wendel im Saarland.
Das aus zwei Teilgebieten bestehende Gebiet erstreckt sich südöstlich und südwestlich von Überroth. Die Landesstraße L 145 verläuft im westlichen Bereich südlich und im östlichen Bereich nördlich, östlich verläuft die A 1. Die Prims, ein rechter Nebenfluss der Saar, fließt westlich.

## Bedeutung
Das rund 287 ha große Gebiet ist seit dem 11. Dezember 2015 unter der Kennung NSG-N-6407-307 als Naturschutzgebiet ausgewiesen. Die zwei Teilflächen des Naturschutzgebietes sind zugleich auch Teil des FFH-Gebiets gleichen Namens, die übrigen drei Teilflächen des FFH-Gebiets sind als Landschaftsschutzgebiet „Wiesenlandfschaft bei Überroth“ geschützt.